# Identitate (matematică)

Graficul funcției identitate pe numerele reale

În matematică funcția identitate, sau aplicația identitate, sau transformarea identică, este o funcție a cărei valoare este egală cu cea a argumentului. Adică, pentru ca f să fie funcția identitate, egalitatea {\displaystyle f(X)=X} trebuie să fie valabilă pentru orice X.

## Definiție
Formal, dacă M este o mulțime, funcția identitate f pe M este definită ca fiind funcția cu domeniul și codomeniul M care satisface
{\displaystyle f(X)=X}     pentru toate elementele X din M.
În alte cuvinte, valorile funcției f(X) în M (codomeniul) sunt întotdeauna aceleași cu a elementului de intrare X din M (acum considerat domeniul de definiție). Funcția identitate pe M este evident o funcție injectivă, precum și o funcție surjectivă, ca urmare este o funcție bijectivă.
Funcția identitate f pe M adesea este notată idM.
În teoria mulțimilor, unde o funcție este definită ca un anumit tip de relație binară, funcția identitate este dată de relația de identitate, sau diagonala lui M.

## Proprietăți algebrice
Dacă f : M → N este o funcție oarecare, atunci {\displaystyle f\circ id_{M}=f=id_{N}\circ f} exprimă o compunere a funcțiilor⁠(d). În particular, idM este elementul neutru al monoidului tuturor funcțiilor din M pe M.
Deoarece elementul neutru al monoidului este unic, alternativ se poate defini funcția identitate pe M ca fiind acest element neutru. O astfel de definiție se generalizează în teoria categoriilor la conceptul unui morfism identitate, unde endomorfismul lui M nu este necesar să fie funcții.

## Proprietăți
- În teoria numerelor funcția identitate pe mulțimea numerelor întregi pozitive este o funcție complet multiplicativă (înmulțirea cu 1).[5]
- Când se aplică spațiilor vectoriale, funcția identitate este o transformare liniară.[6]
- Într-un spațiu vectorial n-dimensional, funcția identitate este reprezentată de matricea unitate In, indiferent de bază.[7]
- Într-un spațiu metric identitatea este o Izometrie trivială. Un obiect fără nici o simetrie are ca grup de simetrie grupul trivial care conține doar această izometrie (tip de simetrie C1).[8]
- Într-un spațiu topologic funcția identitate este întotdeauna continuă.[9]
- Funcția identitate este idempotentă⁠(d).[10]